# Prensa del Historiador de la Iglesia
La Prensa del Historiador de la Iglesia (inglés: Church Historian's Press) es una editorial dedicada a publicar trabajos académicos sobre el origen, la historia, y el crecimiento de La Iglesia de Jesucristo de los Santos de los Últimos Días. Es propiedad de la Iglesia Mormona y opera bajo la dirección del historiador y registrador de la iglesia.
- Datos: Q5116623